# 週刊実話
『週刊実話』（しゅうかんじつわ）は、日本ジャーナル出版から1958年9月に創刊された週刊の実話誌。

## 概要
いわゆるグラビア・ヌードのある、男性向けゴシップ誌である。暴力団など裏社会の特集が多い事が特徴。『アサヒ芸能』、『週刊大衆』、『実話時代』などと共に「実話誌」のジャンルで括られる事もあるが、実話時代と比べるとやや内容が娯楽重視となっている。
増刊号として『増刊実話』『週刊実話ザ・タブー』がある。
将棋の棋王戦の棋譜が掲載されており、新聞に棋王戦が掲載されていない地域でも棋譜を読むことができる。
2015年9月よりWEBメディア『まいじつ』の運営を開始した（2024年6月に更新停止ののち閉鎖）。

## 批判を受けた記事・不祥事
1969年12月26日、加藤剛夫妻が週刊実話に対し慰謝料などを求める訴訟を起こし、地裁に続き高裁で勝訴。
1972年6月13日、歌手の雪村いづみ夫妻が虚偽記事を書かれたと告訴していた事件で、発行人兼編集人らが東京地方検察庁特捜部に逮捕された。
2014年3月25日、日本音楽事業者協会 (JAME) と加盟プロダクション、関連会社の所属アーティスト8人が、パブリシティ権ならびに人格権を侵害する記事を掲載されたとして、日本ジャーナル出版などに対して総額8800万円の損害賠償を求める訴えを東京地方裁判所に起こした。対象記事は、2014年11月に発売された『週刊実話』の「勝手に品評!! 芸能界妄想オッパイグランプリ」で、所属アーティスト8人の肖像写真を無断で合成、使用し、肖像権を侵害されたとしている。2016年6月29日、『週刊実話』側に計560万円の支払いを命じた二審知財高裁判決が確定した。
2014年12月17日、読売巨人軍が日本ジャーナル出版に3300万円の損害賠償などを求めた訴訟の判決で東京地裁は名誉毀損を認めて220万円の支払いを命じた。対象記事は、2011年12月8日号、2012年2月9日号、2012年4月26日号の記事で一部の選手が入団する際に、公表した契約内容より高額な金銭を支払っていたなどと報じた。
2016年4月、誌上に「李信恵は2014年12月、反差別活動に関わっていた仲間の一人に言い掛かりを付け、全治3週間の重傷を負わせた。その後、周辺が当事件の隠蔽工作を図ったものの、事件に関わった2名は罰金刑に処せられた。」という主旨の記事が掲載されたが、即日「李信恵氏が『加害者でかかわって』いたという事実はなく誤りでした。李信恵氏に深くお詫び申し上げます。」との訂正・謝罪メッセージが出版元のWebサイト上に掲載された。

## 主な連載記事

### コラム・エッセイ・特集など

#### 連載中
- 大谷昭宏の時事炙り出し
- 森永卓郎「経済“千夜一夜”物語」
- 濱松恵 芸能界「合コン」虎の穴
- みひろ「ほろ酔い晩酌グルメ」
- ナイツの週刊ヤホーNEWS
- LiLiCo「肉食シネマ」
- 天使の弁護士・大渕愛子「トラブル解決相談所」
- 企業・経済深層レポート
- 銭で見えてくるテレビ・芸能マル秘報告書
- プロレスラー世界遺産
- ロト&ナンバーズ完全攻略
- 三橋雅彦釣れた魚とうまい酒。日本全国釣り行脚
- 蝶野正洋『黒の履歴書』

#### 連載終了
- 発禁！ マスコミ業界新聞
- やくみつる「シネマ小言主義」
- 俺たちのプロレスTHEレジェンド
- 週刊実話訳ありボツ原稿

### 連載漫画

#### 連載中
- 「大江戸泡ガール」金井たつお　原作・桜小路むつみ
- 「乱れる人妻」北野信
- 「そうろう侍」葛飾シンタロー
- 「新はみちん波止場」岩谷テンホー　※はみちん波止場が休載の後にリニューアル

#### 連載終了
- 「笑劇！ プライムショー」のもばく
- 「すえぜん」村生ミオ
- 「新Oh!透明人間」中西やすひろ
- 「純情くん」とがしやすたか
- 「世紀末のメス シルバー」武本サブロー、さいとう・プロダクション - 単行本はリイド社より発行。
- 「ボディートラップ」村生ミオ

## ミス週刊実話WJガールズ
週刊実話（日本ジャーナル出版）が主催する同誌の顔となるイメージガールを決めるミス・コンテスト。

### 受賞者
| 回 | 年     | グランプリ最優秀賞（1回～3回） グランプリ（4回～） | グランプリ（1回～3回） 準グランプリ（4回～） | その他の賞                                                                                | 備考   |
| -- | ------ | -------------------------------------------------- | -------------------------------------------- | ----------------------------------------------------------------------------------------- | ------ |
| 1  | 2018年 | 杜京華（現：杜杏純）                               | 伊東みつき、大川成美、月神まりな             |                                                                                           | [ 7 ]  |
| 2  | 2019年 | 四葉杏果                                           | りつか、須永ちえり                           | 特別賞：南ゆうき                                                                          | [ 8 ]  |
| 3  | 2020年 | さわち店長                                         | 堀江りほ、夏目もも                           | 特別賞：星那美月                                                                          | [ 9 ]  |
| 4  | 2021年 | 南ゆうき                                           | 南野さら                                     | 特別賞：紅羽祐美、篠見星奈 審査員賞：風羽まき（現：MAKI）                                 | [ 10 ] |
| 5  | 2022年 | 藤嶋もなみ                                         | 市原薫 Azully                                | ベストグラビア賞：蒼山みこと、七海 Gスタ賞：八反美咲、日向端しおん 日誠広告賞：さかずき凛 | [ 11 ] |
| 6  | 2023年 | 時希美穂                                           | 咲菜月                                       | ベストグラビア賞：高嶺ひとみ 特別賞：石田柚希、高森あおい WJG賞：片瀬かのん               | [ 13 ] |
| 7  | 2024年 | 来生かほ                                           | 皆川彩月 天羽結愛                            | ベストグラビア賞：小嶋明梨 WJG賞：名波なな、楠木たぅ、桃川ちほ Gスタ賞：千歳ゆず          | [ 14 ] |